# Mario Desnica
Mario Desnica (* 15. Mai 1994 in Novi Grad) ist ein bosnischer Fußballspieler.

## Karriere
Desnica begann seine Karriere beim FK Rudar Prijedor. Im April 2012 debütierte er für die Profis von Rudar in der Premijer Liga. Dies blieb in der Saison 2011/12 sein einziger Einsatz. Zur Saison 2012/13 wechselte er zum FK Sloboda Novi Grad. Zur Saison 2013/14 schloss er sich dem Erstligisten FK Radnik Bijeljina an, für den er bis zur Winterpause einmal im Oberhaus zum Einsatz kam, ehe er wieder nach Novi Grad zurückkehrte. Im September 2014 wechselte er nach Kroatien zum NK Istra 1961, für den er aber nie spielen sollte.
Im März 2015 kehrte Desnica wieder zu Sloboda zurück. Zur Saison 2015/16 wechselte er ein zweites Mal zum Erstligisten Rudar Prijedor, für den er diesmal zweimal in der höchsten bosnischen Spielklasse spielte. In der Winterpause wechselte er dann nach Kroatien zum Zweitligisten HNK Segesta Sisak. Für Segesta kam er bis Saisonende aber nicht zum Einsatz, mit dem Klub stieg er aus der 2. HNL ab. Im März 2017 wechselte er nach Tschechien zum 1. FK Příbram, wo er aber ebenfalls nie spielte. Zur Saison 2017/18 wechselte er dann zurück zu Segesta Sisak. Zur Saison 2018/19 kehrte er dann abermals zu seinem Heimatverein nach Novi Grad zurück.
Im Februar 2019 schloss er sich dem unterklassigen kroatischen Team NK Kutjevo an. Zur Saison 2020/21 wechselte er erneut zum inzwischen zweitklassigen Sloboda Novi Grad. Für Sloboda absolvierte er 29 Partien in der Prva Liga RS. Zur Saison 2021/22 wechselte er nach Österreich zum viertklassigen FC Schruns. Für Schruns spielte er bis zur Winterpause 17 Mal in der Vorarlbergliga. Im Januar 2022 wechselte er innerhalb Vorarlbergs zum Regionalligisten Schwarz-Weiß Bregenz. Für Bregenz spielte er 34 Mal in der Regionalliga, ehe er mit Schwarz-Weiß 2023 in die 2. Liga aufstieg. Nach dem Aufstieg verließ er Bregenz allerdings nach der Saison 2022/23.
Zur Saison 2023/24 wechselte er dann zum Regionalligisten VfB Hohenems. Für Hohenems absolvierte er acht Regionalligapartien. Im Februar 2024 zog er weiter zum sechstklassigen SC Hatlerdorf. Für Hatlerdorf absolvierte er 13 Spiele in der Landesliga, mit den Dornbirnern stieg er in die Vorarlbergliga auf. Zur Saison 2024/25 wechselte Desnica innerhalb der Stadt zum Regionalligisten FC Dornbirn 1913.